# متحف الفنون المعاصرة والحديثة بالجزائر

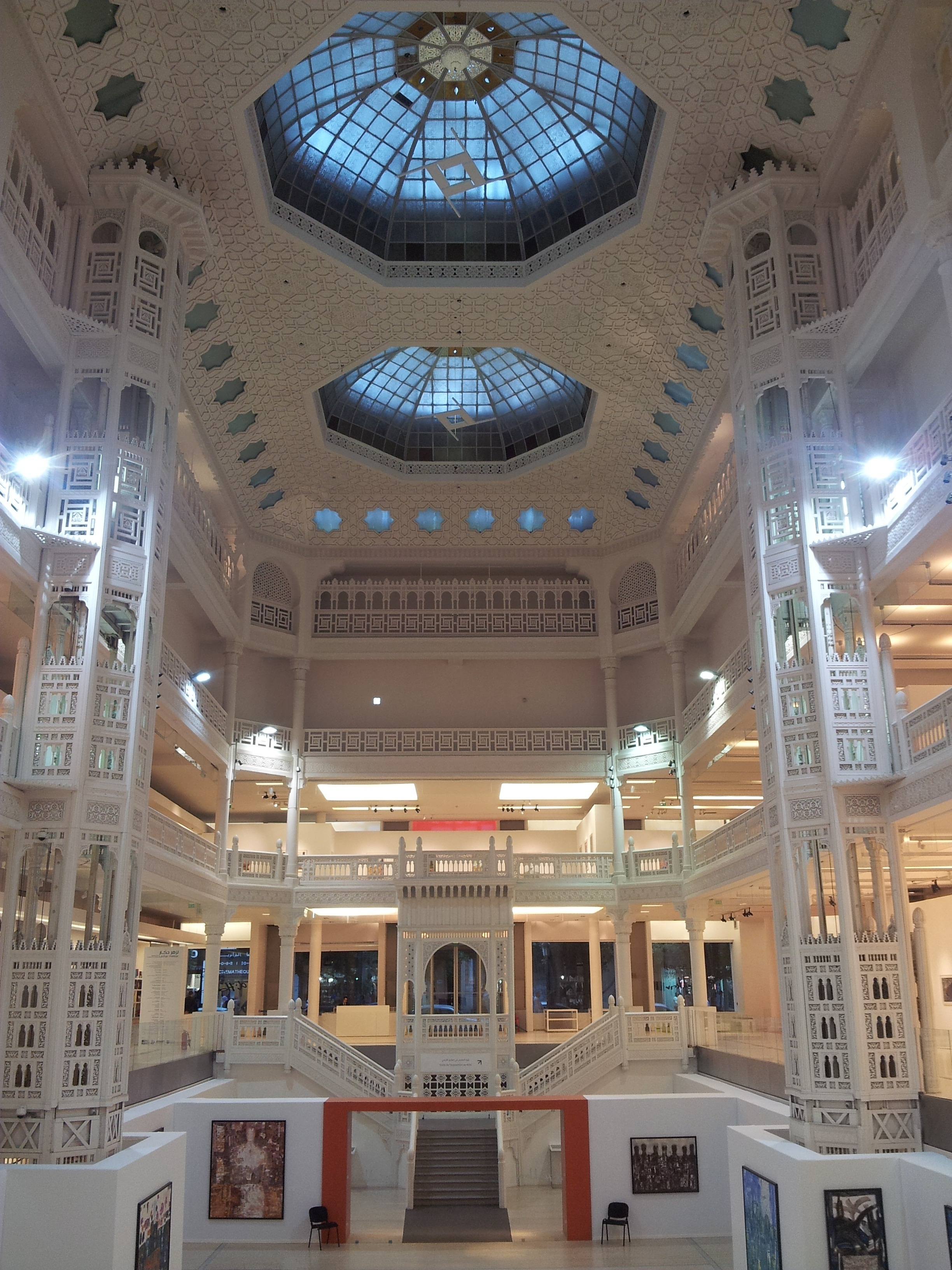
صورة من داخل المتحف.

المتحف الوطني العام للفن الحديث والمعاصر بالجزائر ( المعروف اختصارا باللاتينية MAMA ) هو متحف للفن الحديث والمعاصر، تم افتتاحه في عام 2007، ويقع في قلب العاصمة الجزائر. تتمثل مهمته في التعريف بالفن الجزائري المعاصر وتعزيزه والحفاظ عليه مع إظهار الفن المعاصر الدولي من خلال معارض دائمة وأخرى مؤقتة للأعمال الفنية الجزائرية والدولية.

## تاريخ المتحف

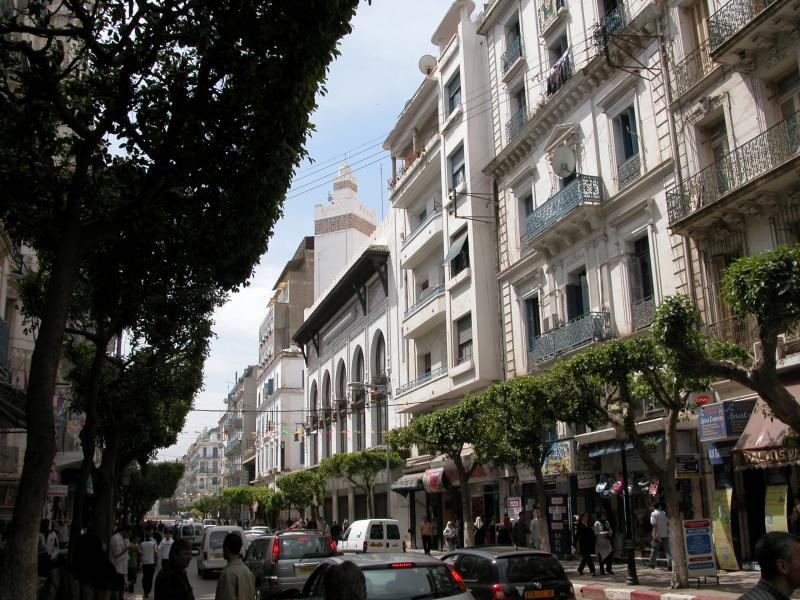
المتحف في شارع العربي بن مهيدي وسط مدينة الجزائر.

يقع متحف الفنون الحديثة والمعاصرة في مدينة الجزائر في قلب الشارع التجاري شارع العربي بن مهيدي، كان هذا المبنى المصمم على الطريقة النيو-موريسكية في الأصل متجرًا متعدد الأروقة، وقد بناه المهندس المعماري هنري بوتي في عام 1914. وبعد الاستقلال، تم تغيير اسم المتجر إلى الأروقة الجزائرية. في عام 2006، تم إعادة تأهيل المبنى من قبل المهندس المعماري الجزائري حليم فايدي ليصبح متحفًا  وتم تصنيفه كنصب تاريخي في عام 2008.
المتحف مغلق مؤقتًا للجمهور.

## المجموعات الفنية الموجودة في المتحف
شهد المتحف منذ إنشائه نمو مجموعاته بشكل كبير من خلال اقتناء الأعمال الفنية بالإضافة إلى تبرعات مختلف الأفراد والرعاة.
نجد في المتحف أعمال لفنانين جزائريين وأجانب مثل لزهر حكار، نجا مخلوف، نور الدين شقران، باتريك ألتيس، بيار جان شارل فرايلونغ، سليم بن سعد، سليمان اولد محند، باية، محمد لوايل، بسمة جميلة خالفة، عبد الرحمن اولد محند، عبد الوهاب مقراني، محمد إيسياخم، منصف قيتا، مراد سالم، محمد خدة، زين الدين بساعي، أوليفييه ديبري، موسى بوردين، سيلوف أناتولي ألكساندروفيتش، سيرين فتوح، شارل مارتن، جمال جاب الله بلاخ، فارس بوخاتم، حليدة بوغريت، كمال نزار والعديد من الآخرين.

## المعارض التي احتضنها المتحف
- 2007:
  - مجنون ليلة لمالك صلاح، نظم عام 2007 بمناسبة تظاهرة الجزائر عاصمة الثقافة العربية سنة 2007".
- 2008:
  - العصر الذهبي للعلوم العربية، نظم بالتعاون مع معهد العالم العربي عام 2008، والذي يستذكر التراث العربي الإسلامي لهذه الفترة.
  - نظرات المصورين العرب المعاصرين، نظم عام 2008 وضم 24 فناناً يمثلون العالم العربي.
  - الفن بتاء التأنيث، تم تنظيمه عام 2008 والذي جمع حصريا الفنانات العربيات.
  - التصميم المغاربي، تم تنظيمه في عام 2008 بهدف إظهار الإبداع المعاصر للمصممين الشباب المغاربيين.
  - معرض للمصمم شفيق قاسمي نظم عام 2008.
- 2009:
  - الإنسان والفن والبيئة للفنان البيروفي سيرجيو سيلفا كاجاهوارينجا، تم تنظيمه في عام 2009.
  - انعكاس إفريقيا، تم تنظيمه في إطار المهرجان الثقافي الإفريقي الثاني بالجزائر (2009).
  - مسلي الإفريقي 2009 تكريما لشكري مسلي .
  - معرض منقوشات لرشيد قريشي، ولمخطوطات حسن المسعود يوضح أشعار محمود درويش تحت اسم أمة في المنفى محمود درويش (2009).
- 2010:
  - نظرات أعيد بناءها 2 ، في عام 2010 مخصصة للمصورين الجزائريين.
  - معرض لأوليفييه ديبري (2010).
  - معرض لمحمد إيسياخم (2010).[3]
- 2011:
  - معرض للفنان محمد خدة (2011).
  - صورة وفيديو الحدث (2011).
  - العودة ، معرض تم تنظيمه كجزء من مهرجان الجزائر الدولي الثالث للفن المعاصر (2011).
- 2012:
  - العرض الأول بالجزائر لأعمال الفنان محجوب بن بلة (2012).
- 2013:
  - معرض يقدم أحدث أعمال لزهر حكار (2013).
  - معرض تحت شعار حجرة الفضول (2013).
  - معرض مصوري الحرب (2013).[4]
  - معرض أعمال جمال طاطح لأول مرة بالجزائر (2013).
- 2014:
  - عرض مجموعات المتحف الخاصة تحت عنوان بداية تكوين مجموعة (2014).
  - التقني، فن المصمم، يجمع بين 17 فنان مصمم محليًا وعالميًا (2014).[5]
- 2015:
  - عرض لمجموعات المتحف الخاصة بالفنانين: محمد إيسياخم، محمد لوايل، باية، كمال نزار، مقراني، قريشي، مالك صلاح ... (2015).
  - ملحمة إنشاء السينماتيك الجزائرية ، معرض بالشراكة مع السينماتيك الجزائرية (2015).
- 2016:
  - DZ Manga في MAMA ، قصص مصورة ضيفة شرف في متحف الفنون المعاصرة والحديثة بالجزائر (2016).[6]
- 2017:
  - لقاء التصميم الإيطالي مع التصميم الجزائري ، بمناسبة اليوم العالمي للتصميم الإيطالي (2017).[7]

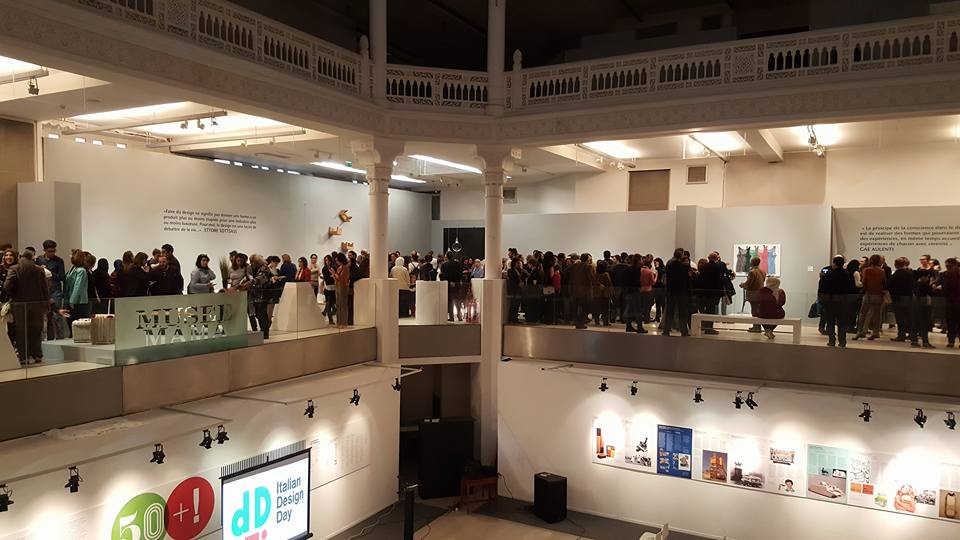
تم التقاط الصورة خلال معرض لقاء التصميم الإيطالي مع التصميم الجزائري في 2017

## منشورات المتحف
ينشر المتحف ويشترك في نشر العديد من المنشورات:
- 2007:
  - مالك صلاح، مجنون ليلى ، كاتالوج المعرض
  - المغرب العربي، تصميم جديد "الزخرفة والحداثة"، كتالوج المعرض
  - حمزة بونوة، صعود الرسالة إلى الجنة، كتالوج المعرض
  - العصر الذهبي للعلوم العربية، أحمد جبار ، كتالوج المعرض
- 2008:
  - نظرات المصورين العرب المعاصرين ، كتالوج المعرض
  - الفن بتاء التأنيث، كتالوج المعرض
- 2009 :
  - الإنسان والفن والبيئة، -سيرجيو سيلفا كاجاهوارينجا- ، كتالوج المعرض
  - نظرات أعيد بناءها ، محمد جحيش، كتالوج المعرض
  - الحداثة في الفن الأفريقي الحالي، كتالوج المعرض
  - إنعكاس أفريقيا ، كتالوج المعرض
  - مسلي الأفريقي ، كتالوج المعرض
  - كيفية الحياة، إعادة قراءة ، كتالوج المعرض
  - إفريقيات ، نادرة أكلوش - لاجون، كتالوج المعرض،
  - المهرجان الدولي الأول للفن المعاصر بالجزائر (FIAC) ، كتالوج المعرض
- 2010:
  - أوليفييه ديبري ، كتالوج المعرض
  - السفر- المهرجان الوطني الأول للتصوير الفني - كتالوج المعرض
  - امحمد ايسياخم ، كتالوج المعرض
  - في ذكرى محمد ايسياخم، جعفر إينال ومليكة درباني بوعبدالله، كتالوج المعرض
- 2011:
  - خدة، وقائع المؤتمر ، محمد جحيش ونجاة بلقايد خدة، كتالوج المعرض
  - خدة، تحويل الهوية بشروط المستقبل، محمد جحيش ونجاة بلقايد خدة، كتالوج المعرض
  - ج6 ، الفنانين الجزائريين الستة، كتالوج المعرض
  - تصوير الحدث، - المهرجان الوطني الأول للتصوير الفني - ، كتالوج المعرض
  - العودة - المهرجان الدولي الأول للفن المعاصر بالجزائر العاصمة (FIAC) ، نديرة عقلوش لعقون، كتالوج المعرض
  - محجوب بن بلة ، محمد جحيش، مصطفى عريف، وجيرارد دوروزوي، كتالوج المعرض
- 2012:
  - التصوير الفوتوغرافي، بعمر 50 سنة - المهرجان الوطني الثاني للتصوير الفني - محمد جحيش، عمر مزياني، إلياس مزياني، كتالوج المعرض
  - لزهر حكار، رحلة عبر الذاكرة ، كتالوج المعرض
- 2013:
  - مجموعة خاصة: حجرة الفضول ماتر بي اس، كتالوج المعرض
  - مصورو الحرب، جنود الأبيض والأسود ، كتالوج المعرض
  - بداية التكنلوجيا البصرية في حرب التحرير الوطني، الصورة والثورة ، ندوة
  - جمال ططاح، كتالوج المعرض
  - قصة، عاطفة، عمرها ست سنوات ، كتالوج المعرض
  - نيماير معاد تشكيله، كتالوج المعرض
  - متحف الاستجابة المصنعة للغياب، كتالوج المعرض
  - حول مدينة الجزائر، كتالوج المعرض
- 2014:
  - شظايا الطفولة (فيسبا 2013) ، كتالوج المعرض
  - نظرة أعيد بناؤها 3 "تصوير ماكروفوتوغرافي" ، كتالوج المعرض
  - المجاهدات بطلاتنا كتالوج المعرض
  - العبور الإنسانوي، يوسف نجمي ، كتالوج المعرض
  - تكوين مجموعة ، كتالوج المعرض
  - إقامة توجة للتصوير الفوتوغرافي (فيسبا 2014) ، كتالوج المعرض
  - الوضعية الإنسانية ... (فيسبا 2014) ، كتالوج المعرض
  - التقني، فن المصمم (FIAC 2014) ، زبير هلال، كتالوج المعرض
- 2017:
  - إقبال، (2017) ، برونو بوجلال، نديرة عقلوش لعقون، كتالوج المعرض
- 2018:
  - ارسم تصميماتك (2018) ، نديرة عقلوش لعقون، كتالوج المعرض

## المحافظون
- محمد جحيش (2007-2016)
- مريم بوعبدالله، (بالنيابة)، (2016)[8]
- نديرة عكلوش عقون (2016-2020)[9]